# Poslední pevnost
Poslední pevnost je americké drama, které v roce 2001 natočil režisér Rod Lurie.

## Děj
Příběh viny, neviny, uvedomění a sebeúcty. Do vězení přivezou nového trestance, bývalého tříhvězdičkového generálporučíka Eugena R. Irwina (Robert Redford), který je uznávanou osobností. Má si tu odkroutit deset let za vědomé neusposlechnutí rozkazu při bojové misi. Postupně ale při svém pobytu zjišťuje, že velitel věznice plukovník Winter (James Gandolfini) vládne železnou rukou a nevadí mu ani tvrdší zacházení s odsouzenými. Irwin se snaží spoluvězňům pomoci ve znovunalezení své hrdosti a lidské důstojnosti. Vyžaduje to hodně sil i odvahy a cena za to není zanedbatelná.

## Obsazení
| Robert Redford   | Lt. Gen. Eugene R. Irwin |
| James Gandolfini | Col. Winter              |
| Mark Ruffalo     | Capt. Yates              |
| Steve Burton     | Steve Burton             |
| Delroy Lindo     | Brig. Gen. James Wheeler |
| Paul Calderon    | Sgt. Maj. Dellwo         |